# Bessey-en-Chaume
 Bessey-en-Chaume  là một xã ở tỉnh Côte-d’Or trong vùng Bourgogne-Franche-Comté, phía đông nước Pháp. Khu vực này có độ cao trung bình 504 mét trên mực nước biển.